# Goudoubo
Goudoubo, également orthographié Goudebo ou Goudebou, est une localité située dans le département de Dori de la province de Séno dans la région Sahel au Burkina Faso.

## Géographie
Goudoubo se trouve à environ 15 km au nord du centre de Dori, le chef-lieu du département et la capitale provinciale, sur la route nationale 3 allant vers Gorom-Gorom.

## Histoire
Avec la guerre du Mali en 2012 et l'extension aux guerres du Sahel, des milliers de réfugiés maliens ont émigré dans la région, où le camp de Goudoubo a compté au moins 9 000 personnes en janvier 2020, avant que l'insurrection djihadiste au Burkina Faso en mars 2020, et la confusion sur le terrain des différentes factions, poussent les autorités burkinabè à faire évacuer le camp. Des milliers de réfugiés maliens sont repartis dans leur région d'origine de Tessit et Gao,.

## Démographie
| 2003 | 2006 | 2012 |
| ---- | ---- | ---- |
| 608  | 692  | -    |

En 2006, sur les 692 habitants du village – regroupés en 136 ménages – 49,71 % étaient des femmes, près 49,7 % avaient moins de 14 ans, 48 % entre 15 et 64 ans et environ 2,3 % plus de 65 ans.

## Santé et éducation
Le centre de soins le plus proche de Goudoubo est le centre de santé et de promotion sociale (CSPS) urbain de Dori tandis que le centre hospitalier régional (CHR) se trouve également dans la même ville.